# Arise Therefore
Arise Therefore är Palace fjärde studioalbum, utgivet 1996. Senare återutgivningar av skivan krediterar den som ett renodlat Will Oldham-släpp.

## Låtlista
1. "41/59" (gömd låt)
2. "Stablemate" - 3:35
3. "A Sucker's Evening" - 3:01
4. "Arise, Therefore" - 4:06
5. "You Have Cum in Your Hair and Your Dick is Hanging Out" - 3:41
6. "Kid of Harith" - 4:04
7. "The Sun Highlights the Lack in Each" - 5:35
8. "No Gold Digger" - 4:07
9. "Disorder" - 3:48
10. "A Group of Women" - 3:04
11. "Give Me Children" - 3:27
12. "The Weaker Soldier" - 5:28